# Añón de Moncayo
Añón de Moncayo es un municipio y localidad española de la provincia de Zaragoza, en la comunidad autónoma de Aragón. Cuenta con una población de 216 habitantes (INE 2024).

## Geografía
El municipio se encuentra en la comarca de Tarazona y el Moncayo junto al valle del río Huecha. El pueblo dista 19 km de Tarazona. Hasta 1991 se llamaba simplemente Añón.
Parte de su término municipal está ocupado por el parque natural del Moncayo.

## Demografía
Añón de Moncayo cuenta con una población de 216 habitantes (INE 2024).
| Gráfica de evolución demográfica de Añón de Moncayo entre 1842 y 2021 |
| |
| Población de derecho según los censos de población del INE Población de hecho según los censos de población del INEEn estos censos se denominaba Añon: 1842, 1857, 1860, 1877, 1887, 1897, 1900, 1910, 1920, 1930, 1940, 1950, 1960, 1970 y 1981 |

## Economía
Es un pueblo dedicado sobre todo a la ganadería y a la agricultura.

## Administración y política
| Período   | Alcalde                     | Partido |  |
| --------- | --------------------------- | ------- |  |
| 1979-1983 | Abel Cascán Pérez           | PAR     |  |
| 1983-1987 |                             |         |  |
| 1987-1991 |                             |         |  |
| 1991-1995 | José Antonio Ichaso Ibáñez  | PP      |  |
| 1995-1999 | José Antonio Ichaso Ibáñez  | PP      |  |
| 1999-2003 | José Antonio Ichaso Ibáñez  | PP      |  |
| 2003-2007 | José Antonio Ichaso Ibáñez  | PP      |  |
| 2007-2011 | José Antonio Ichaso Ibáñez  | PP      |  |
| 2011-2015 | Pedro Ramiro Abadía Pérez   | PP      |  |
| 2015-2019 | José María Vijuesca Ledesma | PAR     |  |

| Partido político    | Partido político                                    | 2003   | 2007   | 2011   | 2015   |
| Partido político    | Partido político                                    | Ediles | Ediles | Ediles | Ediles |
|                     | Partido Aragonés (PAR)                              | 1      | —      | 2      | 4      |
|                     | Partido Popular de Aragón (PP)                      | 5      | 4      | 3      | 1      |
|                     | Partido de los Socialistas de Aragón (PSOE-Aragón)  | 1      | 1      | —      | —      |
|                     | Chunta Aragonesista (CHA)                           | —      | —      | —      | —      |
|                     | Colectivo de Convergencia (CC)-Izquierda Unida (IU) | —      | —      | —      | —      |
| Total de concejales | Total de concejales                                 | 7      | 5      | 5      | 5      |

## Patrimonio natural y cultural

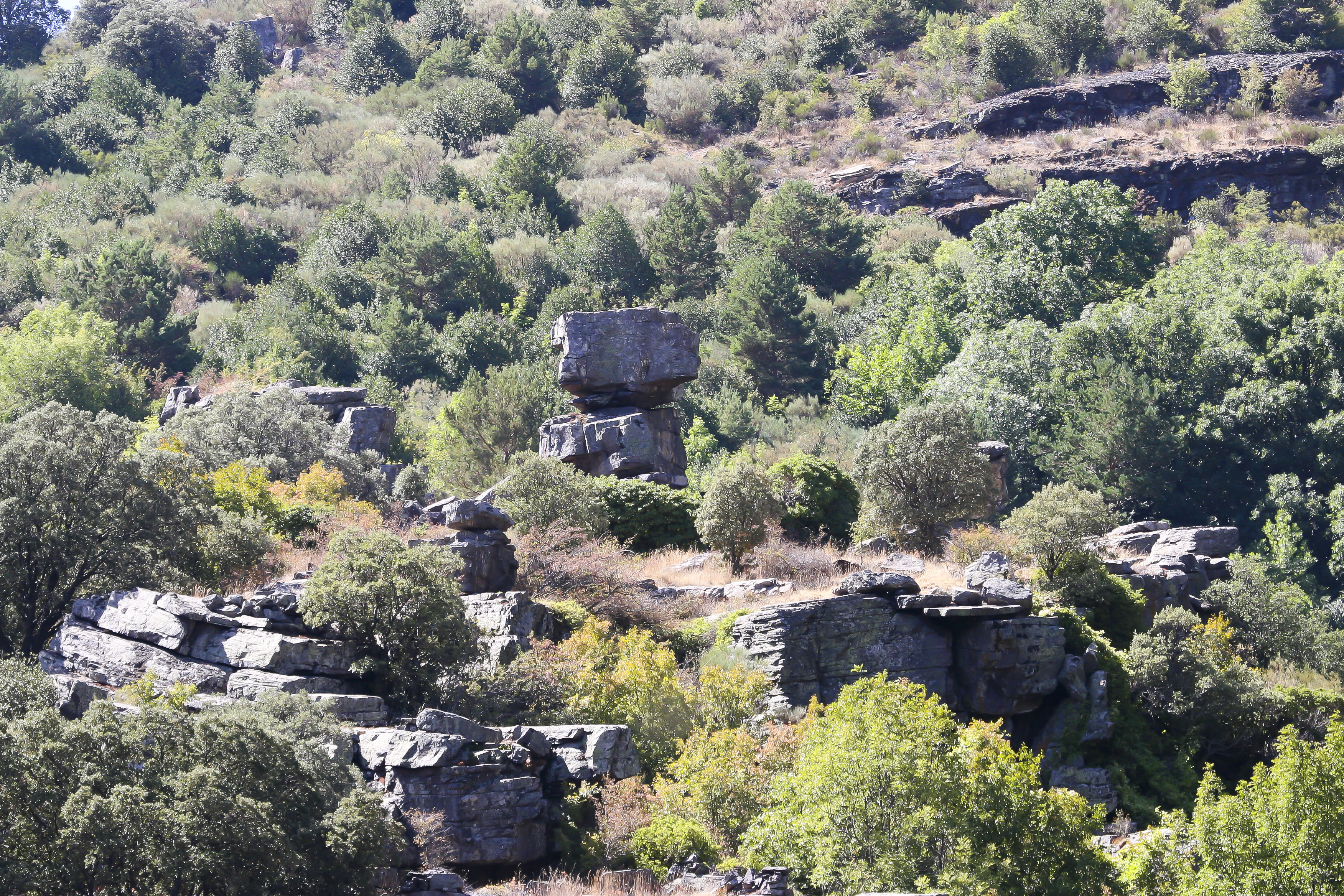
Vista del barranco de Morana

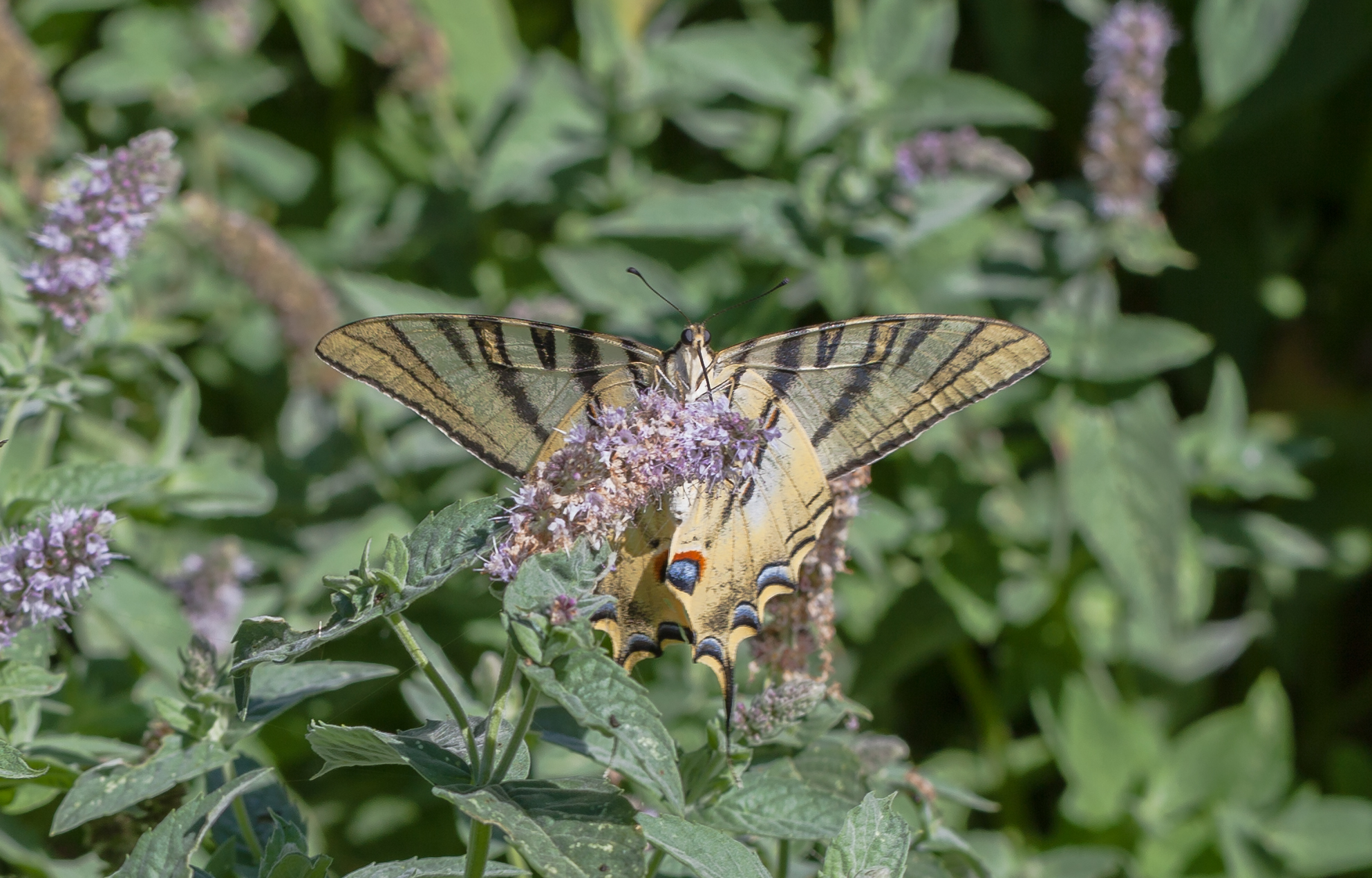
Ejemplar de podalirio ibérica (Iphiclides feisthamelii)

A escasa distancia del casco urbano del municipio y junto al río Huecha se localiza el área recreativa de Las Cuevas que tiene como principal referente a las dos cavidades rocosas de origen kárstico que se abren a la vera del río, una de las cuales es cobijo de una surgencia de agua subterránea que termina fluyendo al Huecha.
El castillo de Añón al igual que su vecino de Trasmoz es uno de los exponentes de fortalezas defensivas medievales construidas en el siglo XII una vez producida la reconquista cristiana del valle medio del Ebro. Conserva la mayor parte de su fábrica medieval de mampostería y sus cinco torreones. En lo alto de las Peñas de Herrera también quedan vestigios de otros dos castillos del siglo XII; los castillos de Ferrera y Ferrellón.
Además, en los bajos del ayuntamiento se sitúa el centro de interpretación de Añón de Moncayo, dedicado al parque natural de la Dehesa del Moncayo y su entorno.